# Amorphophallus mangelsdorffii
Amorphophallus mangelsdorffii är en kallaväxtart som beskrevs av Josef Bogner. Amorphophallus mangelsdorffii ingår i släktet Amorphophallus och familjen kallaväxter. Inga underarter finns listade.